# Conchocele novaeguinensis
Conchocele novaeguinensis is een tweekleppigensoort uit de familie van de Thyasiridae. De wetenschappelijke naam van de soort is voor het eerst geldig gepubliceerd in 2002 door Takashi A. Okutani.